# Christopher Greenwood
Sir Christopher Greenwood (ur. 12 maja 1955 w Wellingborough) – brytyjski prawnik, profesor prawa międzynarodowego, adwokat, od 2009 do 2018 sędzia Międzynarodowego Trybunału Sprawiedliwości (MTS). 

## Życiorys

### Kariera naukowa
Jest absolwentem studiów prawniczych na Cambridge University, w latach 1978-1996 był członkiem Magdalene College w Cambridge jako wykładowca prawa. W 2009 został członkiem honorowym tego kolegium. W 1996 został profesorem prawa międzynarodowego na London School of Economics, gdzie wykładał przez trzynaście lat, do czasu powołania w skład MTS. 

### Kariera prawnicza
W 1978 uzyskał prawo wykonywania zawodu barrister (w brytyjskim systemie prawnym adwokaci dzielą się na barristers, reprezentujących klientów na rozprawach sądowych, oraz solicitors, udzielających innych form pomocy prawnej). W 1999 otrzymał tytuł radcy królowej (Queen's Counsel), przysługujący najbardziej doświadczonym spośród barristers. Jako adwokat występował przed sądami w Wielkiej Brytanii, na Bermudach i Gibraltarze, był również biegłym sądowym w procesach w USA i Kanadzie. Był także członkiem różnych ciał działających w ramach arbitrażu międzynarodowego. Reprezentował też klientów przed sądami międzynarodowymi, m.in. Europejskim Trybunałem Sprawiedliwości, Europejskim Trybunałem Praw Człowieka czy Międzynarodowym Trybunałem Karnym dla byłej Jugosławii.
Wielokrotnie był również zatrudniany przez rządy państw jako ich pełnomocnik w procesach przed Międzynarodowym Trybunałem Sprawiedliwości. Występował w takim charakterze w sprawach: Jugosławia przeciwko Wielkiej Brytanii (w związku z użyciem siły podczas operacji Allied Force), Demokratyczna Republika Konga przeciwko Rwandzie (w związku z naruszeniami integralności terytorialnej pozywającego państwa), Libia przeciwko Wielkiej Brytanii (w związku z zamachem nad Lockerbie) oraz Nikaragua przeciwko Hondurasowi (w związku ze sporem granicznym między tymi państwami).
W listopadzie 2008 został wybrany na sędziego MTS jako przedstawiciel Wielkiej Brytanii, formalnie objął urząd w lutym 2009. 

### Odznaczenia
W 2002 otrzymał Order św. Michała i św. Jerzego klasy Kawaler (CMG). W 2009 - już po swoim wyborze do MTS - otrzymał dożywotni tytuł szlachecki Sir, co jest w Wielkiej Brytanii niemal automatycznym przywilejem sędziów orzekających w wyższych instancjach. 